# Trier-Heiligkreuz
Heiligkreuz (früher Wisport) ist einer der 19 Ortsbezirke der Stadt Trier in Rheinland-Pfalz. Der 203,6 Hektar große Bezirk liegt auf einem leicht ansteigenden Höhenrücken der Trierer Südstadt und zählt rund 6.900 mit Erst- oder Zweitwohnsitz gemeldete Einwohner.

## Geschichte
Durch das heutige Gebiet von Heiligkreuz verlief zu römischer Zeit die Stadtmauer von Augusta Treverorum, dem späteren Trier. Das Gelände innerhalb der Stadtmauer gehörte zum Tempelbezirk im Altbachtal. Unter anderem standen hier ein Podiumstempel mit einem 66 × 23 Meter großen Fundament (Tempel am Herrenbrünnchen) und eine Diana-Statue aus Marmor.
Nachdem die römische Stadtmauer aufgegeben worden war, wurde einer der ehemaligen Wehrtürme im Mittelalter als Torburg namens Porta Alba (lat. Weißes Tor) benutzt. Um sie entwickelte sich eine kleine Bauernsiedlung, die nach der Torburg den Namen Wisport (auch: Alben) erhielt. Heute zeugt davon noch die Wisportstraße in Trier.

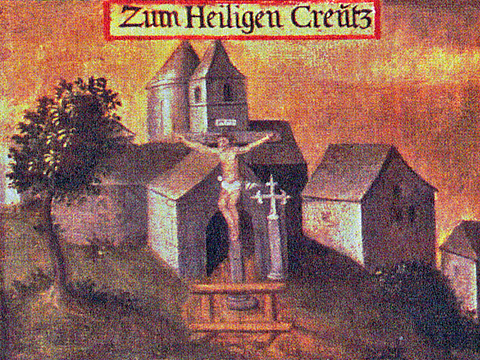
Abbildung von Heiligkreuz auf dem Trierer Gerichtsbild von 1589

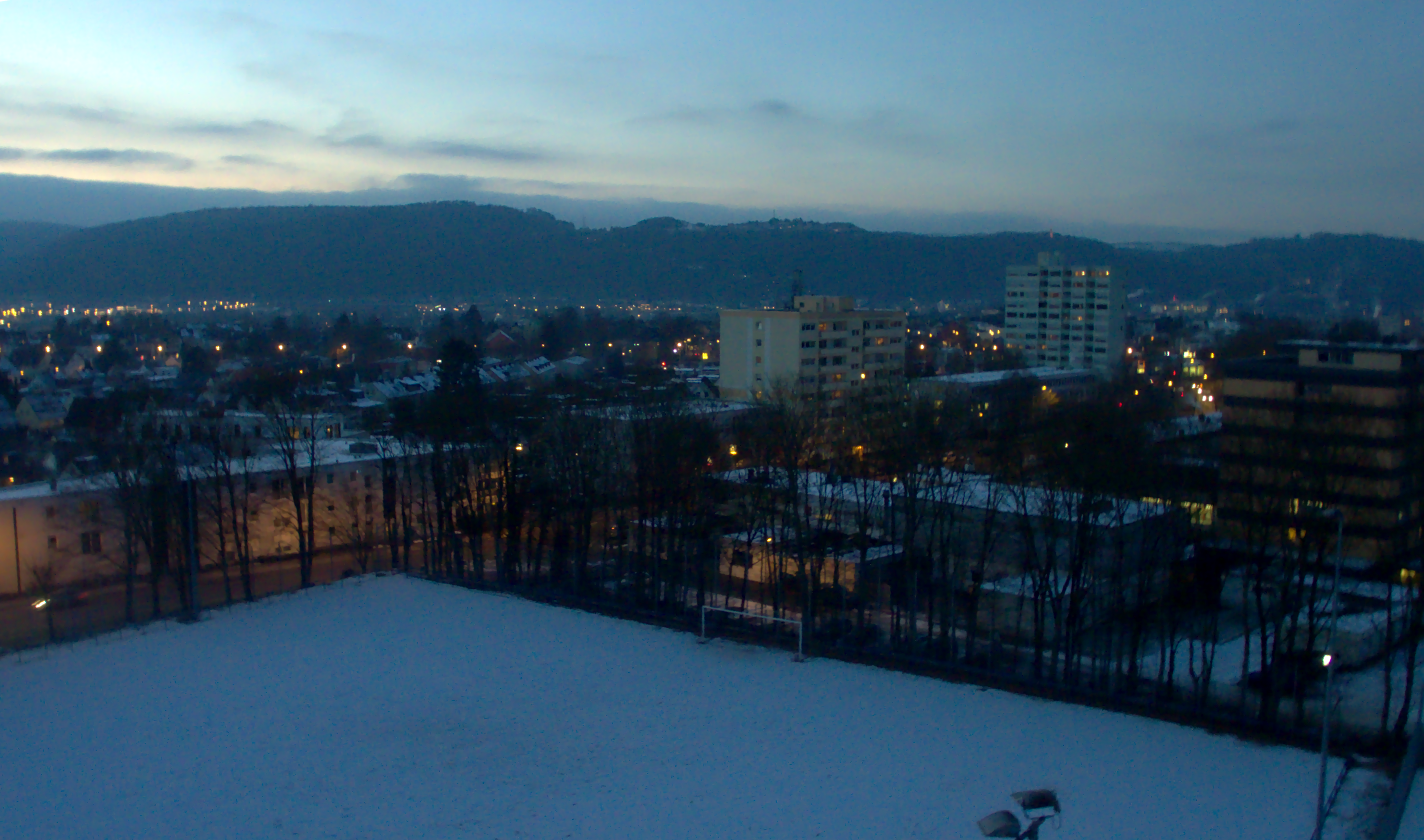
Die Hochhäuser in Heiligkreuz vom Sportplatz aus gesehen

In der Mitte des 11. Jahrhunderts wurde hier eine Kapelle in Kreuzform gebaut, die als Heiligkreuz-Kapelle bezeichnet wurde. Nach der Kapelle, die noch immer den Mittelpunkt des Ortsbezirks bildet, erhielt der Ort schließlich seinen heutigen Namen. Das Dorf unmittelbar um diese Kapelle wird heute Alt-Heiligkreuz genannt.
Im 13. Jahrhundert, als sich Feinde des Trierer Erzbischofs in die Porta Alba zurückzogen, stürmte er den Bau und legte ihn anschließend nieder.
Ab dem Mittelalter wurde der in Heiligkreuz entspringende Bach Daufborn, heute Herrenbrünnchen, von der Stadt Trier zur Wasserversorgung benutzt. Das Wasser aus Heiligkreuz erhielten unter anderem der Petrusbrunnen auf dem Trierer Hauptmarkt und der Georgsbrunnen auf dem Kornmarkt. Als Maximilian I. 1512 zum Reichstag nach Trier kam, wurde im Weiher beim Daufborn eine Seehundjagd abgehalten, um den Kaiser zu unterhalten.
Noch im 18. Jahrhundert bestand Heiligkreuz aus nur wenigen Häusern. Die Herrschaft über den Ort war zwischen der Stadt Trier, der Benediktinerabtei St. Matthias und der Abtei St. Irminen aufgeteilt. Im 19. Jahrhundert war Heiligkreuz eine selbstständige Gemeinde.
1912 wurde Heiligkreuz nach Trier eingemeindet. Mitte der 1920er Jahre wurde ein Architekturwettbewerb für eine Stadterweiterung auf dem Gebiet von Heiligkreuz ausgeschrieben, die aber nicht zur Ausführung kam. In den 1930er Jahren erfolgte eine Erweiterung mit einer Kleinsiedlung. Ab den 1950er Jahren wurde die Erweiterung in Richtung Mariahof und Olewig, nach einigen Jahren auch mit Wohnblocks, fortgeführt. Dieser Teil von Heiligkreuz wurde später zum Stadtbezirk Neu-Heiligkreuz.

## Politik
- SPD: 6
- Grüne: 3
- FDP: 1
- CDU: 5

### Ortsbeirat
Heiligkreuz bildet einen Ortsbezirk. Dem Ortsbeirat gehören 15 Beiratsmitglieder an, den Vorsitz im Ortsbeirat führt der direkt gewählte Ortsvorsteher.
Aus der Kommunalwahl am 9. Juni 2024 gingen die Sozialdemokraten als stärkste Kraft hervor, sie haben 6 der 15 Sitze inne. Zudem sind CDU (5 Sitze), Grüne (3 Sitze) und die FDP (1 Sitz) im Ortsbeirat vertreten.
Für weitere Informationen und historische Daten zum Ortsbeirat siehe die Ergebnisse der Kommunalwahlen in Trier.

### Ortsvorsteher
Ortsvorsteher von Heiligkreuz ist Hanspeter Weiler (SPD). Bei der Direktwahl am 26. Mai 2019 setzte er sich mit einem Stimmenanteil von 56,75 % gegen den bisherigen Amtsinhaber Theodor Wolber (CDU) durch, bei der Direktwahl am 9. Juni 2024 mit 75,2 % gegen eine FDP-Mitbewerberin.

## Kultur und Sehenswürdigkeiten
Wichtigste Sehenswürdigkeit ist die Heiligkreuz-Kapelle aus dem 11. Jahrhundert. Sie wurde 1944 durch Bomben fast völlig zerstört, der Wiederaufbau wurde 1961 vollendet.
Neben der Heiligkreuzkapelle zählt ein Gebäudekomplex am Ortseingang, in dem die Europäische Rechtsakademie, eine ehemalige Zweigstelle der Landeszentralbank und ein Kongresshotel untergebracht sind, zu den Sehenswürdigkeiten des Bezirks. Etwas unterhalb des Schulzentrums am Ortsende in Richtung Mariahof befindet sich die im Stil der Anthroposophischen Architektur erbaute Trierer Waldorfschule. Heiligkreuz verfügt über ein vielfältiges kulturelles Angebot. Die Nähe zum beliebten Park um die Mattheiser Weiher wird von Spaziergängern und Joggern gerne genutzt.
Sehenswert sind auch die Schönstatt-Kapelle oder die Naturdenkmale im Caspary-Park.

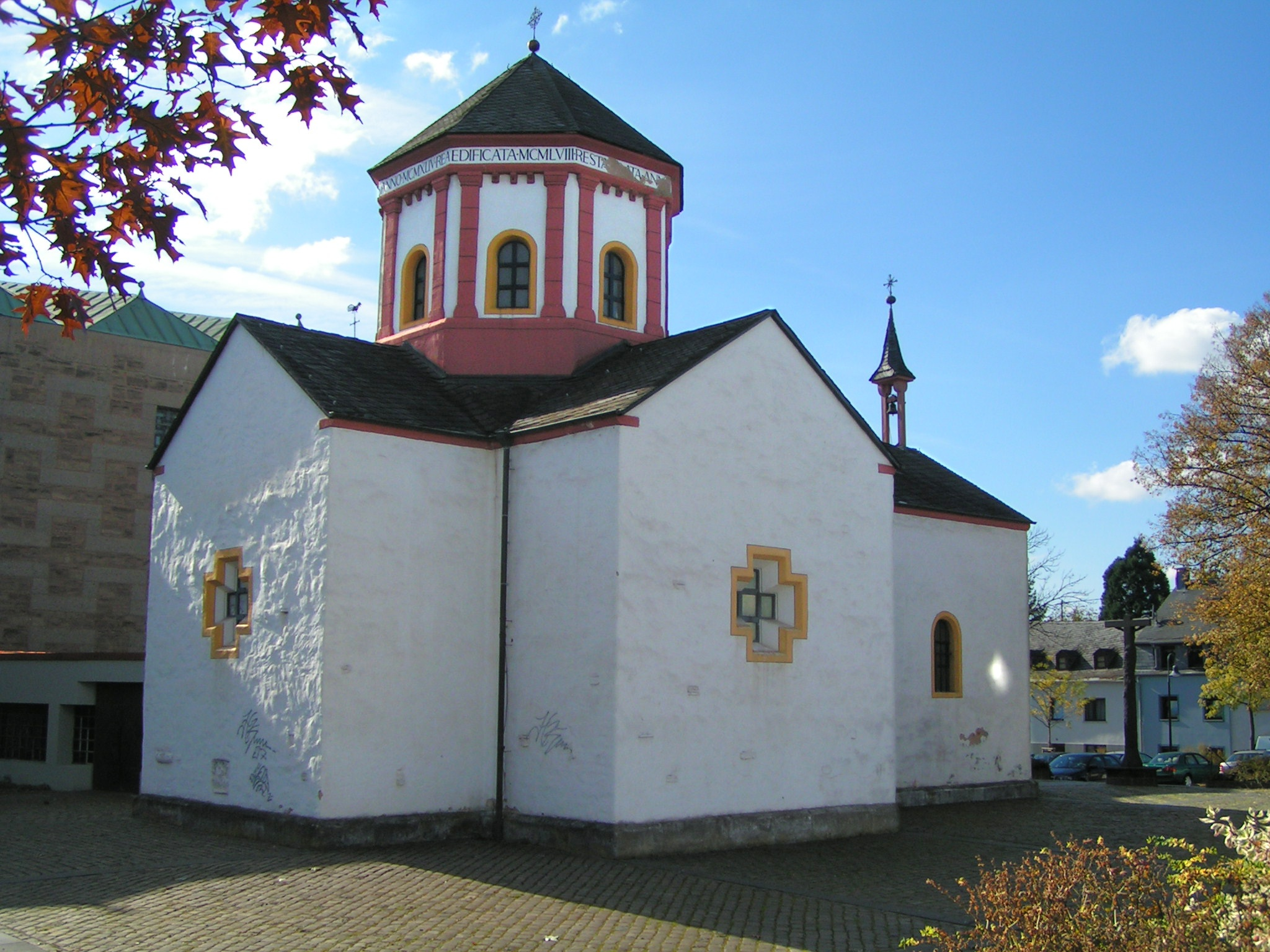
Heiligkreuz-Kapelle und Namensgeber von Alt-Heiligkreuz
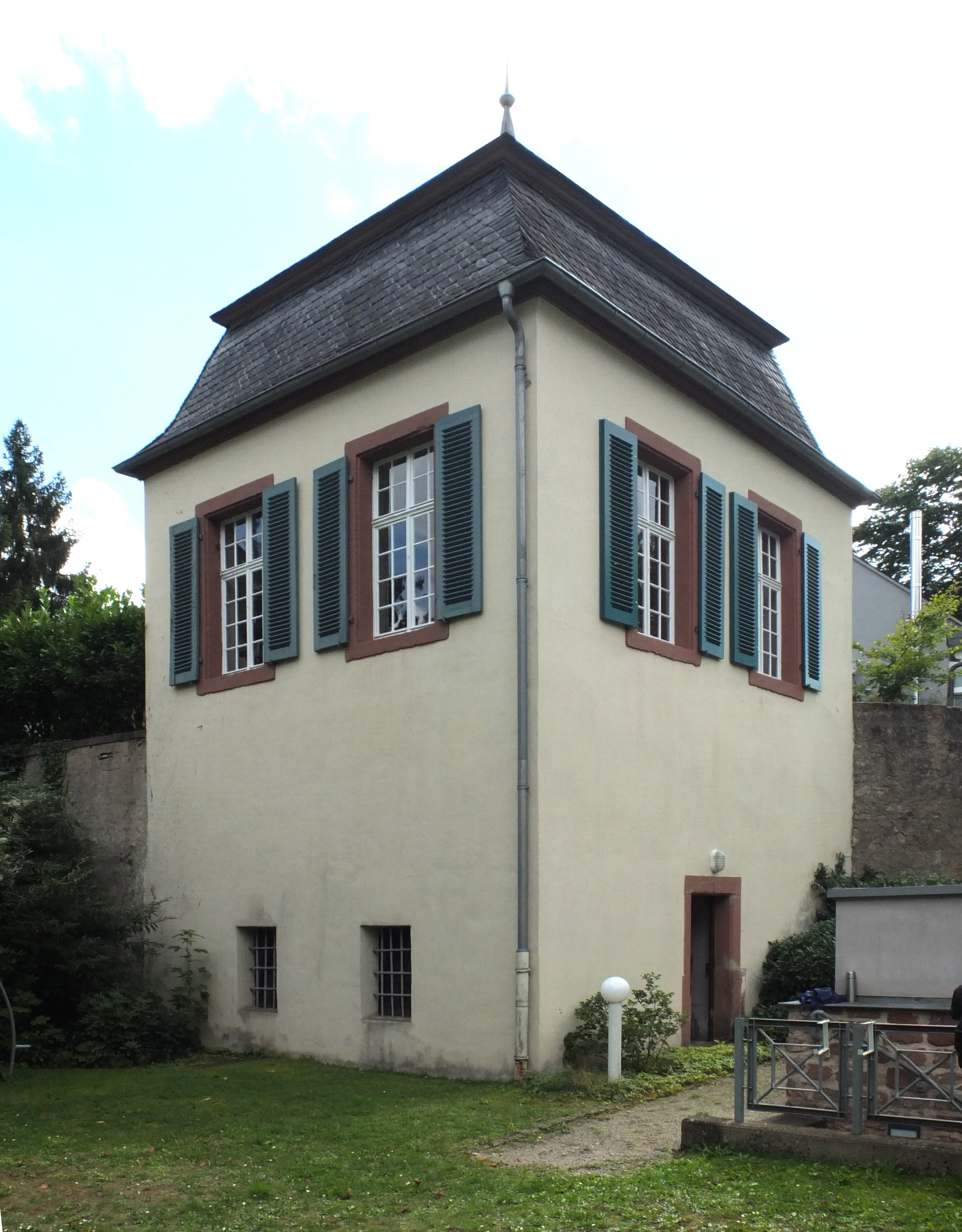
Herrenbrünnchen (1682)
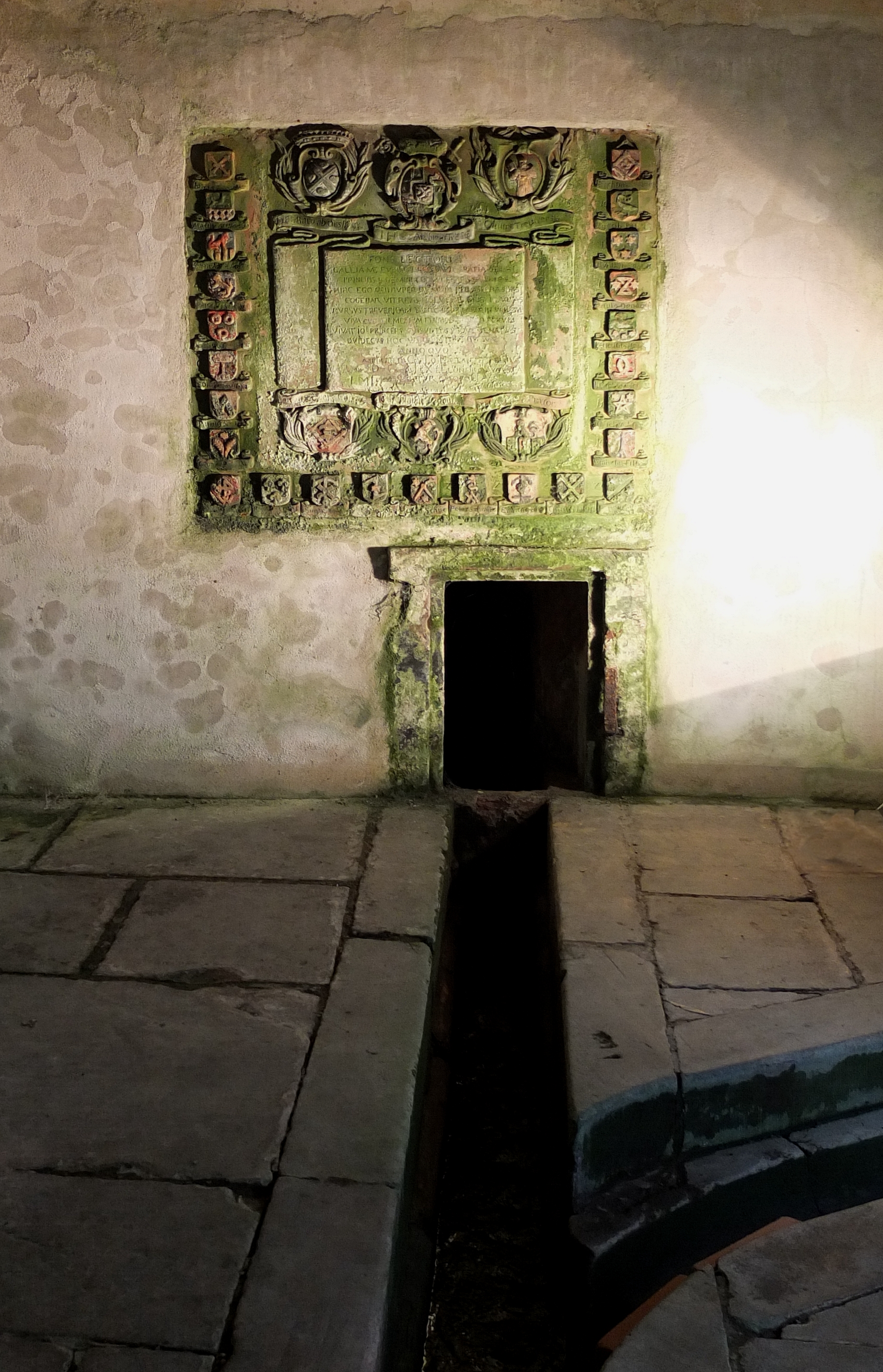
Brunnenstube im Herrenbrünnchen
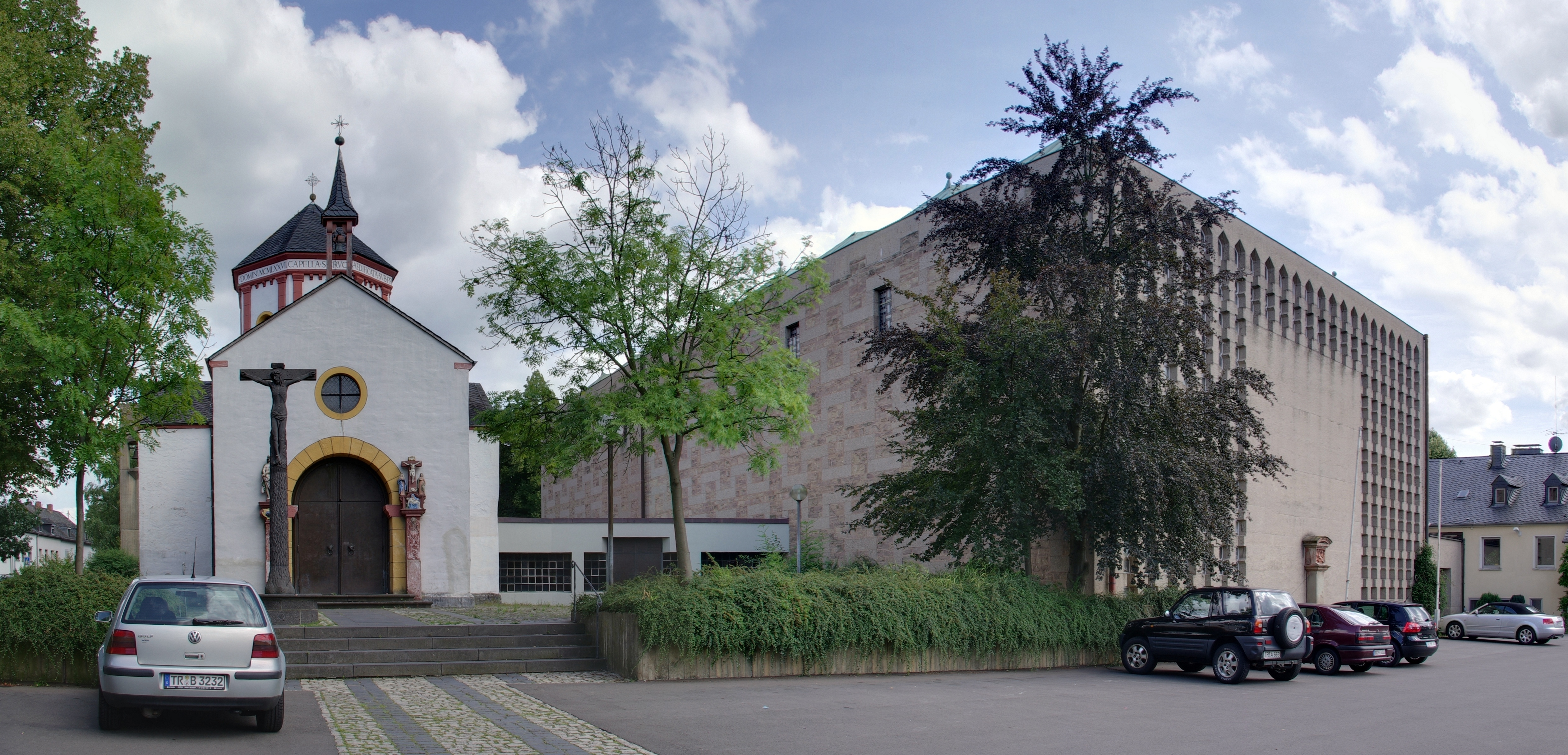
Moderne Pfarrkirche (1960–62) neben der Kapelle
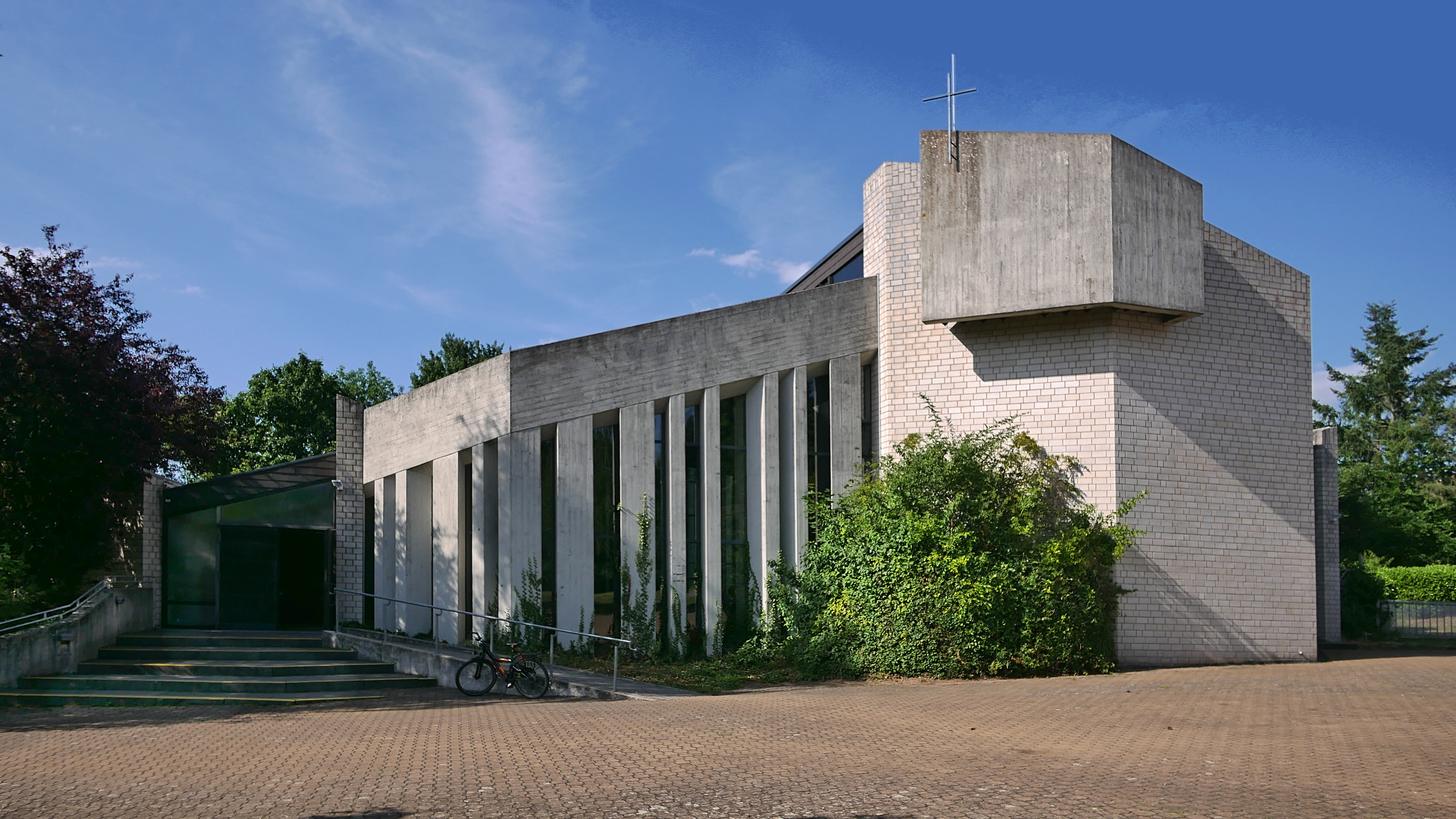
Pfarrkirche St. Maternus in Neu-Heiligkreuz
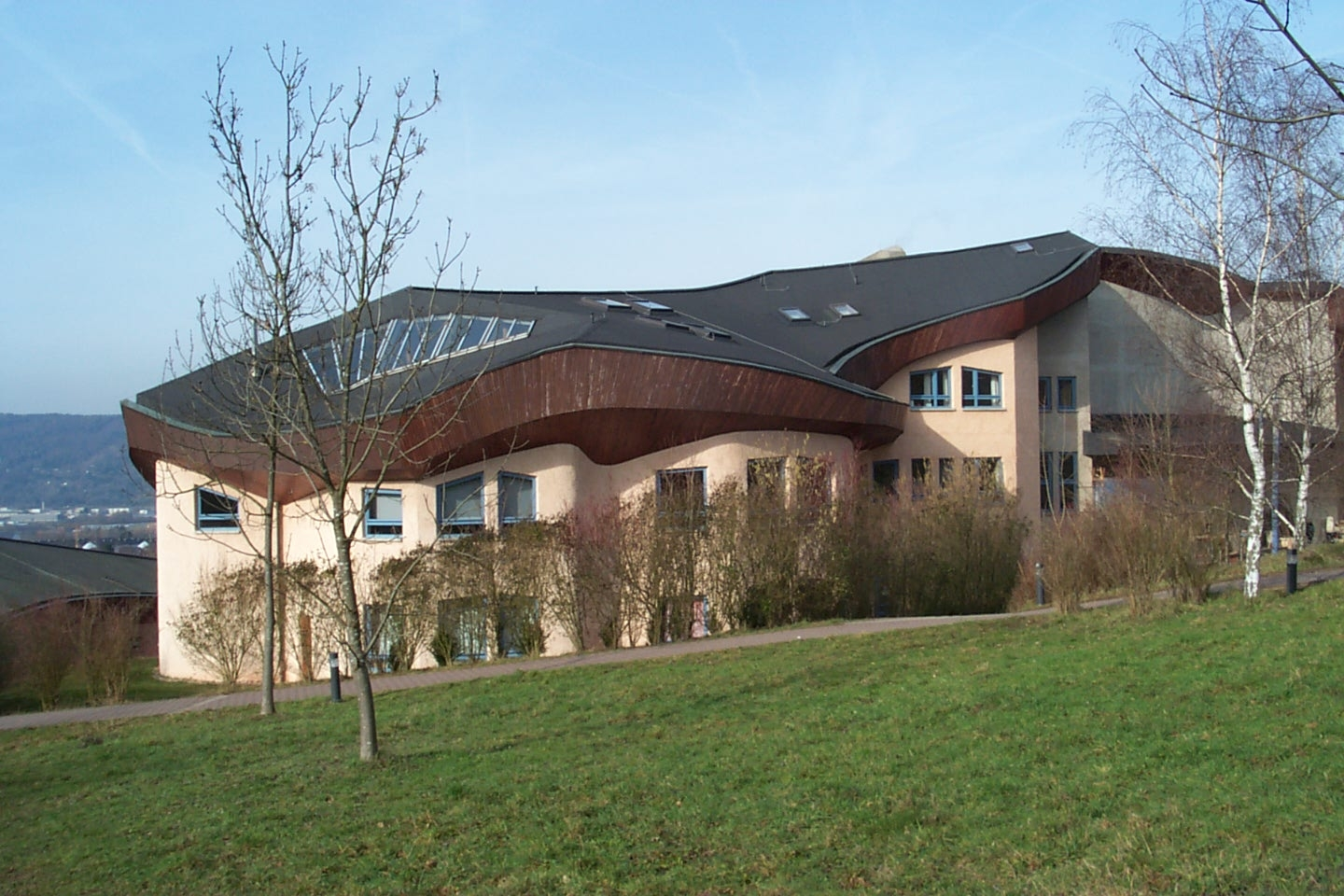
Waldorfschule Trier im Stil der anthroposophischen Architektur

## Infrastruktur und Wirtschaft

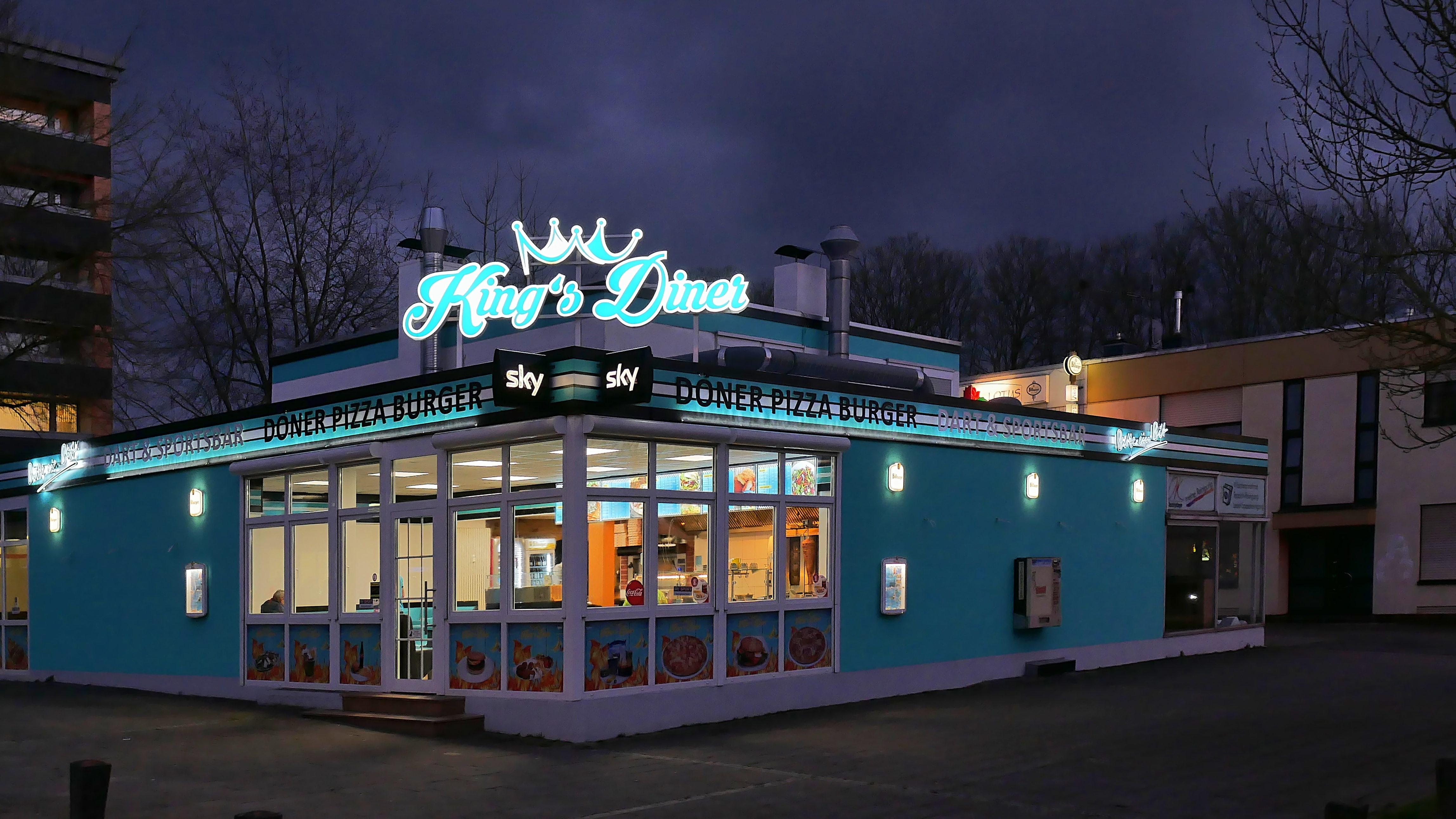
Schnellimbiss im Stadtteilzentrum

Heiligkreuz ist heute suburban geprägt. Der relativ kleine Ortskern weist Merkmale eines historischen Vorortes auf. Bauernhäuser sind dort nur sehr wenige vorhanden. Um den Ortskern herum ist ein Zentrum mit vereinzelten Gewerbebetrieben und Einzelhandel entstanden. Ein kleineres Stadtteilzentrum wurde außerdem zusammen mit der Bebauung von Neu-Heiligkreuz angelegt.